# Solymár
Ne doit pas être confondu avec Solymar.
Solymár est un village et une commune (község) du comitat de Pest en Hongrie.